# Прамарцо (Торино)
Прамарцо је насеље у Италији у округу Торино, региону Пијемонт.
Према процени из 2011. у насељу је живело 36 становника. Насеље се налази на надморској висини од 424 м.